# Barm cake
El barm cake es un tipo de panecillo cubierto de harina. Tiene un característico sabor fuerte procedente de la levadura de cerveza natural tradicional (barm) con lúpulo añadido. Sin embargo, actualmente el barm cake se elabora también con levadura comercial.
El barm cake original se encuentra en zonas del Noroeste de Inglaterra. En el resto del Norte de Inglaterra, un panecillo parecido se conocía como breadbun, breadcake, bap, cob (un término de los Midlands del Este) o incluso stotty (una forma agrandada de Tyneside).
Es frecuente rellenarlo con patatas fritas, vendiéndose en la mayoría de los fish and chips de Inglaterra, a menudo como chip barm.